# Suche Bator (miasto)

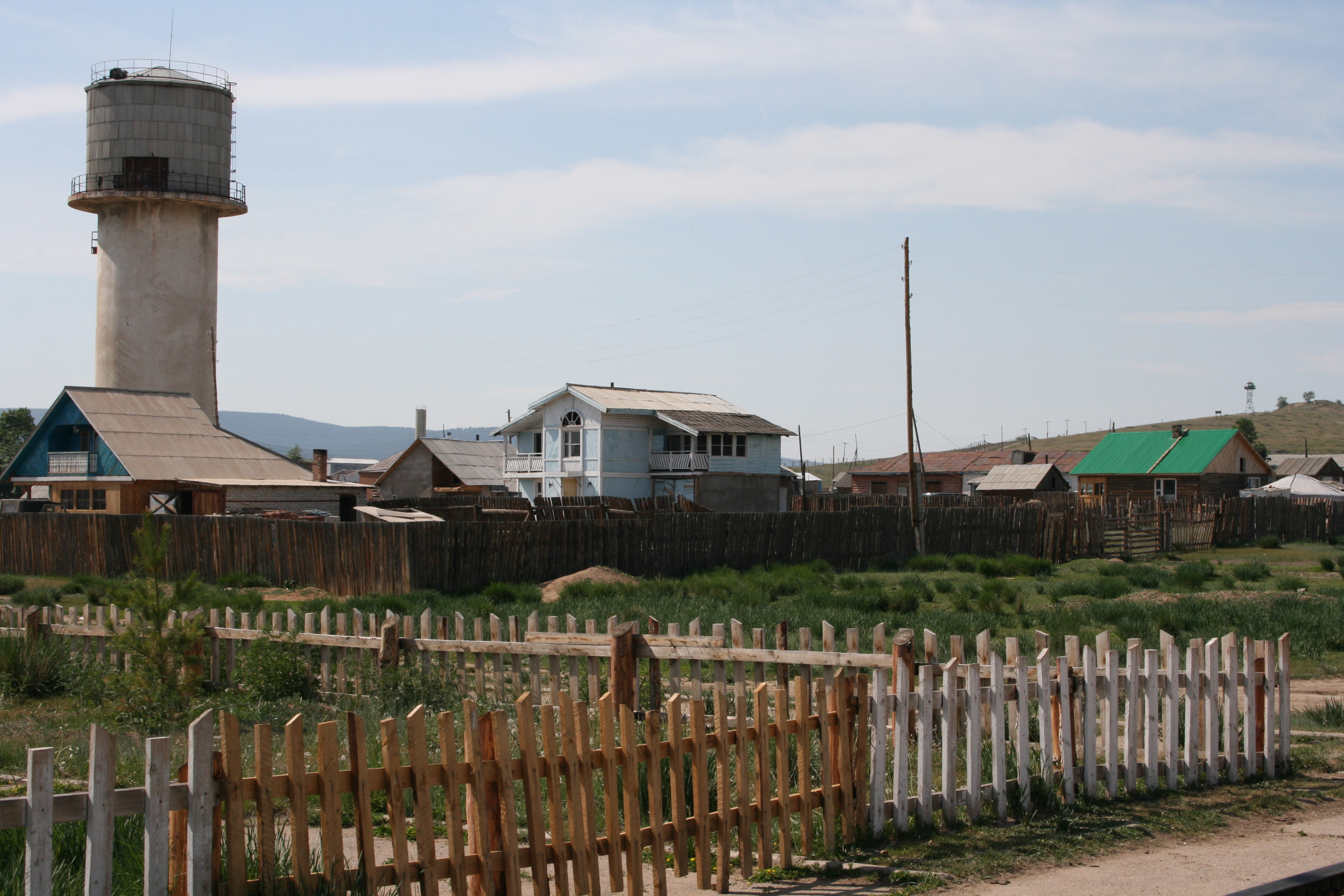
Przedmieścia Suche Bator, granica rosyjsko-mongolska w tle

Suche Bator (mong. Сүхбаатар, Süchbaatar) – miasto w północnej Mongolii, stolica ajmaku selengijskiego.
W 2010 roku liczyło 19,6 tys. mieszkańców.
Położony u ujścia rzeki Orchon do Selengi. Jako datę powstania miasta podaje się 1937 (Głabuś, także Gungaadasz, według którego w tym roku nadano prawa miejskie) lub 1940, jednakże wcześniej znajdowała się tu istotna gospodarczo osada, w której w 1925 powstała pierwsza w Mongolii fabryka czyszczenia wełny, a w 1932 przystań rzeczna na Selendze. Dzięki przystani, która była ostatnim w górę rzeki portem, już w latach 40. Suche Bator był głównym punktem przeładunkowym towarów w handlu z ZSRR (Murzajew, 1957). Do 1943 nosiło nazwę Cagaanereg, w tym roku nazwane na cześć przywódcy komunistów mongolskich i rewolucji Suche Batora. Po przeniesieniu do Suche Bator stolicy ajmaku z Altanbulag w 1946, a zwłaszcza po przeprowadzeniu przez miasto kolei Ułan Bator – Ułan Ude (do kolei transsyberyjskiej) w październiku 1949, nastąpił szybki rozwój miasta. W 1955 utworzono dużą fabrykę zapałek, w 1959 powstały wielkie (drugie co do wielkości po stołecznych) zakłady przemysłu drzewnego, produkujące elementy budynków drewnianych, różne rodzaje płyt pilśniowych, sklejek itp. W 1961 zbudowano zmechanizowany młyn, ustępujący wielkością produkcji tylko młynowi w Ułan Bator. Po uruchomieniu w latach 60. XX w. w tym czasie największych w kraju odkrywkowych kopalń węgla brunatnego w Szaryngol (położona 150 km na południe od miasta, ma połączenie kolejowe) znacznie rozbudowano cieplną elektrownię istniejącą od 1958.